# Alanizus tortuosus
Alanizus tortuosus é uma espécie de cerambicídeo da tribo Alanizini, com distribuição restrita à Argentina.

## Biologia
Schinus molle é a planta hospedeira da espécie. Emergem em outubro a novembro.

## Distribuição
A espécie tem distribuição restrita à província de La Rioja, na Argentina.